# Deelemanella borneo
Deelemanella borneo är en spindelart som beskrevs av Yoshida 2003. Deelemanella borneo ingår i släktet Deelemanella och familjen klotspindlar. Inga underarter finns listade i Catalogue of Life.